# Hellalive
Hellalive är en skiva av Machine Head från 2003.

## Låtar
1. "Bulldozer" - 5:01
2. "The Blood, The Sweat, The Tears" - 4:16
3. "Ten Ton Hammer" - 5:01
4. "Old" - 4:59
5. "Crashing Around You" - 5:31
6. "Take My Scars" - 5:04
7. "I'm Your God Now" - 6:22
8. "None But My Own" - 7:16
9. "From This Day" - 5:09
10. "American High" - 3:34
11. "Nothing Left" - 5:33
12. "The Burning Red" - 6:09
13. "Davidian" - 6:00
14. "Supercharger" - 7:32